# نیروگاه کاجبار
نیروگاه کاجبار (به عربی: محطة کجبار للتولید) یک سد و نیروگاه برقابی در سودان است که در Northern State واقع شده‌است.